# Atlantic Champagne
L’Atlantic Champagne est un porte-conteneurs roulier construit en 1969 par la CNIM aux Chantiers navals de La Seyne-sur-Mer. D'un port en lourd de 18 550 t, il était long de 212 m.
Il a navigué pour la Compagnie générale transatlantique de 1969 à 1975 entre l'Europe et l'Amérique du Nord, puis pour la Compagnie générale maritime (CGM) jusqu'en 1984. En mars 1985, il est vendu pour être démantelé à Santander, Espagne.